# Ziskové varování
Ziskové varování je veřejné oznámení, kterým upozorňuje akciová společnost, jejíž akcie jsou obchodované na burze, že její zisk bude menší, než původně očekávané hodnoty.
Upozorňuje tak potenciální investory, že nákup akcií může znamenat ztrátu.